# عصر العقل (رواية)
عصر العقل (بالفرنسية: L'âge de raison) هي رواية صدرت عام 1948 من كتابة جان بول سارتر، وهي الجزء الأول من ثلاثية (دروب الحرّية)، تدور أحداث الرواية في باريس البوهيمية في أواخر الثلاثينات، مركّزةً على ثلاثة أيام من حياة مدرّس فلسفة يدعى ماثيو، يبحث ماثيو عن المال ليتمكّن من إجراء عملية الإجهاض لعشيقته مارسيل، يحلّل ساتريه في الرواية دوافع كل شخصية وأفعالها، مظهرًا أيضًا تصوّرات الآخرين لتلك الدوافع والأفعال، ليرسم في النهاية صورة واضحة للقارئ عن الشخصية الرئيسية في الرواية.
توضّح الرواية مفهوم سارتر عن الحرّية بوصفها الهدف النهائي للوجود البشري، يسعى العمل لتوضيح الفكرة الوجودية للحرّية المطلقة، من خلال عرض وصف مفصّل عن الحالة النفسية لشخصيات الرواية عندما يُجبَرون على اتّخاذ قرارات مهمة في حياتهم، مع تطوّر أحداث الرواية يبني سارتر ويصوّر للقارئ وجهة نظره عن معنى الحرية وكيف يتعامل الشخص مع المجتمع بفلسفته هذه، الرواية هي إعادة صياغة خيالية لبعض المواضيع الأساسية في بحثه الفلسفي الأهم (الوجود والعدم 1945)، تقول واحدة من هذه الأفكار أنّ حرية الإنسان لا يمكن المساس بها لإنها أساسًا جزء من اللاشيء الذي هو الخيال وبالتالي لا يمكن للحرّية أن تؤخذ أو يُعتَدى عليها.

## شخصيات الرواية
- ماثيو مدرس فلسفة في الثلاثينيات من عمره، بطل الرواية. يعيش صراعًا داخليًا حول الحرية والمسؤولية، ويحاول جمع المال لإجراء عملية إجهاض لعشيقته. يمثل نموذج الإنسان الذي يرفض الالتزام ويبحث عن حرية مطلقة.
- مارسيل عشيقة ماثيو، حامل منه وتريد الإجهاض. علاقتها بماثيو معقدة، وتُظهر التوتر بين الحب، الحرية، والاختيار.
- دانييل صديقة مقربة من ماثيو، شخصية غامضة ومثيرة للجدل، تلعب دورًا في التأثير على قراراته، وتُجسد نوعًا من الحرية غير التقليدية.
- بوريس شاب يافع، يعيش علاقة عاطفية مع إيفيتش، ويُظهر صراعًا بين التمرد والبحث عن معنى.
- إيفيتش فتاة شابة، مثقفة ومتمردة، علاقتها ببوريس وماثيو تعكس التوترات العاطفية والفكرية في الرواية.

## اقتباسات من الرواية
"الحرية ليست شيئًا يُعطى، بل هي شيء يُنتزع." هذا الاقتباس يُجسّد جوهر فلسفة سارتر حول الحرية بوصفها مسؤولية فردية لا تُمنح بل تُكتسب من خلال الفعل والاختيار.
"الإنسان محكوم عليه بالحرية." وهي من أشهر أفكار سارتر، وتظهر في الرواية من خلال صراع ماثيو مع قراراته، حيث لا مفر من أن يختار، حتى لو كان الاختيار مؤلمًا.
"كل ما أريده هو أن أكون حرًا، أن لا أكون شيئًا، أن لا أكون أحدًا." تعكس رغبة ماثيو في التحرر من الهويات الاجتماعية والالتزامات، وتُظهر التوتر بين الرغبة في الحرية والخوف من الفراغ الوجودي.
"الآخرون هم الجحيم." رغم أن هذا الاقتباس مشهور من مسرحية سارتر الجحيم هو الآخرون (Huis Clos)، إلا أن فكرته تتردد في عصر العقل من خلال علاقات الشخصيات المتوترة.
"أنا حر الآن، ليس لدي أي سبب لأعيش." تعكس هذا العبارة الشعور بالفراغ الوجودي الذي يواجهه الإنسان حين يتحرر من كل الروابط، لكنها أيضًا تطرح سؤالًا عن معنى الحرية.
"الحرية هي ما تفعله مع ما تم فعله بك." اقتباس يلخص فلسفة سارتر في أن الإنسان ليس مجرد ضحية للظروف، بل مسؤول عن كيفية تعامله معها.

"ليس المرء مجموع ما يملك، بل مجموع ما لا يملكه بعد وما بمقدوره الحصول عليه."يُظهر هذا الاقتباس نظرة سارتر الديناميكية للهوية الإنسانية، بوصفها مشروعًا مستمرًا لا يُختزل في الماضي.

## أسلوب الرواية
يتسم أسلوب رواية عصر العقل لجان بول سارتر بالتحليل النفسي العميق والسرد الوجودي، حيث يُركّز الكاتب على استكشاف دوافع الشخصيات الداخلية وتصوّرات الآخرين عنها، مما يمنح القارئ رؤية متعددة الأبعاد لكل شخصية. يعتمد سارتر على وصف دقيق للحالة النفسية والانفعالية، ويُوظّف الحوار الداخلي والتأملات الفلسفية لتجسيد صراعات الإنسان مع الحرية والمسؤولية والاختيار. وتُعد الرواية إعادة صياغة أدبية لأفكار سارتر الفلسفية كما وردت في كتابه الوجود والعدم، إذ تُبرز الحرية بوصفها جوهر الوجود البشري، وتُظهر كيف يتعامل الفرد مع المجتمع من خلال قراراته الشخصية. يجمع الأسلوب بين النضج العاطفي والصرامة الفكرية، ويُقدّم نموذجًا فريدًا للأدب الفلسفي في القرن العشرين 

## آراء النقّاد
حصلت رواية عصر المنطق على ردود فعل نقدية مختلفة، بحلول كانون الأول لعام 2017 قُيّمَت الرواية 9666مرة على موقع Goodreads، وكان التقييم المتوسّط هو 3.97 نجمة من أصل خمس نجوم.
وقد نشرت صحيفة «The Harvard Crimson» مراجعة للكتاب عام 1947، اعتبرت رواية سارتر نوع جديد من الأعمال قلَّما تجد لها مثيل في تلك الفترة، إذ إنها تجمع بشكل متوازن بين العاطفة والنضوج.